# 巴什克利安航空

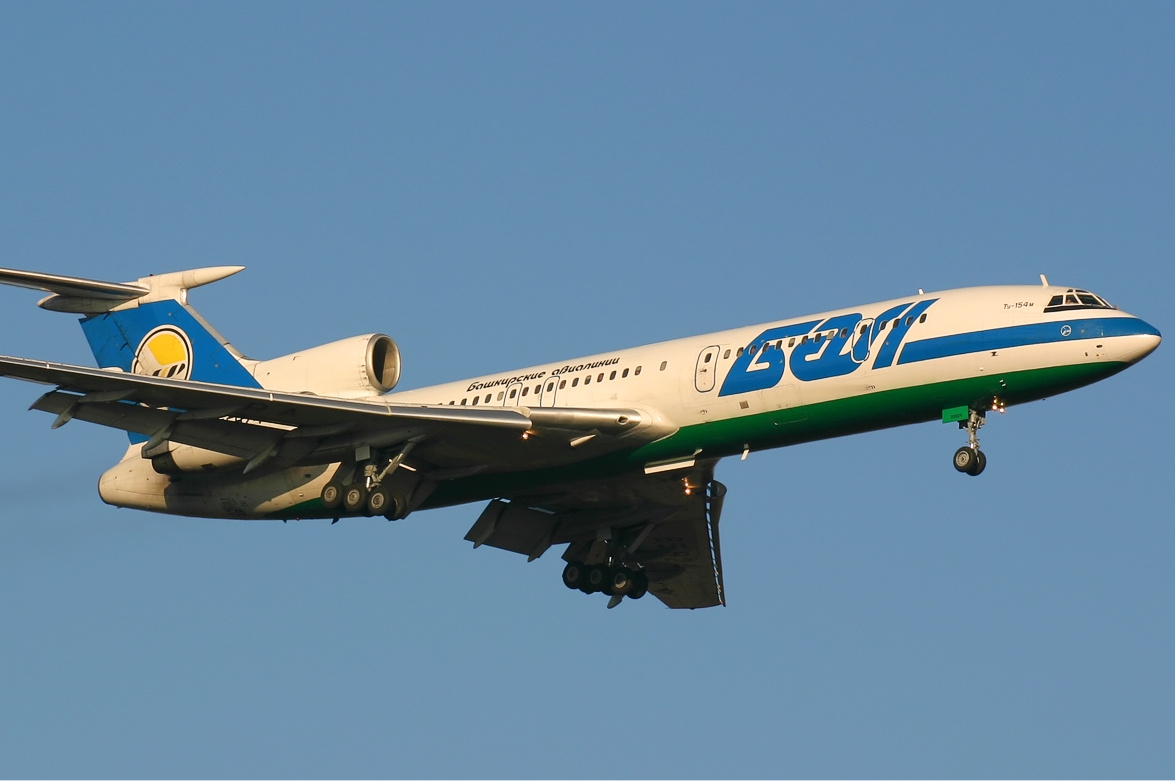
巴什克利安航空的圖-154客機，2005年

巴什克利安航空（俄语：Башкирские авиалинии）是一家曾於1992年至2007年間运营的航空公司，總部位於俄羅斯烏法。當時使用的機隊以俄製客機為主，包括圖-154、圖-134及安托諾夫An-24。

## 事故
- 烏柏林根空難